# CD-Extra

Офіційний логотип/торгова марка Enhanced Compact Disc

Логотип/торгова марка Enhanced Music Compact Disc

CD-Extra (Compact-Disc Extra —Екстра-компакт-диск), а також Enhanced CD (Enhanced Compact-Disc — Розширений компакт-диск) — формат CD-дисків, що дозволяє зберігати на одному CD-диску одночасно звукові доріжки та доріжки з даними. 
Формати, які підпадають під категорію «покращених компакт-дисків», включають змішаний режим CD (Yellow Book CD-ROM/Red Book CD-DA), CD-i, CD-i Ready та CD-Extra/CD-Plus (також Blue Book). називається просто Enhanced Music CD або E-CD).

## Можливості формату
Формат звукових дисків CD-DA (Audio CD) дозволяв зберігати на одному диску тільки звукові доріжки, що було дуже незручно. Формат CD-EXTRA дозволив вирішити цю проблему за допомогою технології мультисесійного запису дисків. На одному CD-диску тепер можна зберігати одну доріжку із даними та ще кілька звукових доріжок. При цьому диск можна буде без проблем відтворювати як CD-DA на побутовому CD-плеєрі або комп'ютері, а також зчитувати з нього дані на комп'ютері.

## Технологія записування дисків CD-Extra
Як згадувалося, в основі дисків CD-Extra лежить технологія мультисесійного запису дисків. На CD-Extra записуються 2 сесії: в першій сесії записуються одна або кілька звукових доріжок у форматі Red Book, а в другій сесії записується доріжка з даними користувача. Побутові CD-плеєри здатні побачити на мультисесійних дисках лише першу сесію. Оскільки в першій сесії CD-Extra записано звукові доріжки, CD-плеєр без проблем відтворить їх. А комп'ютерні дисководи, як правило, здатні зчитувати багатосесійні диски, відповідно, на них можна відтворювати звукові доріжки диска, і зчитувати дані з доріжок другої сесії.
У другій сесії дані записуються у форматі Mode2/XA, тому проблеми читання мультисесійних дисків на старих комп'ютерних дисків CD-ROM зведені до мінімуму.

## Обмеження формату
- На одному диску можна зберігати до 98 аудіодоріжок замість 99.
- Існують дуже старі дисководи CD-ROM, які не підтримують багатосесійні диски, і, відповідно, нездатні прочитати на CD-Extra другу сесію.
- Як і на Audio CD, мінімальна тривалість звукової доріжки на CD-Extra диску складає 4 секунди.